# 19776 Balears
19776 Balears (2000 PA5) là một tiểu hành tinh vành đai chính được phát hiện ngày 4 tháng 8 năm 2000 bởi J. Nomen ở Ametlla de Mar Observatory.